# The Sims: Magie e incantesimi
The Sims: Magie e incantesimi (The Sims: Makin' Magic) è la settima ed ultima espansione uscita per il videogioco di simulazione per PC The Sims, dedicata alle magie e agli incantesimi.

## Novità
Con l'espansione è possibile risolvere enigmi e, studiando magia con il "libro di famiglia Spellbook", sbloccare nuovi incantesimi e inventarne di nuovi, con diversi effetti come le trasformazioni in rospo, le teste d'asino, i lampi, conigli che escono dal cappello, o levitazione. Oltre gli incantesimi sono presenti gli amuleti, che possono essere fabbricati dai Sim e generare effetti come spettri camerieri. La capacità di evocare buoni incantesimi cresce con i punti cucina, quella degli amuleti con punti meccanica. Vengono inoltre introdotti nuovi personaggi: maghi, vampiri, mummie, spiriti, venditori ambulanti, farmacisti locali e la "Regina Malvagia".
All'inizio del gioco si presenta "l'uomo del mistero" per portare un "kit di magia" contenente il libro degli incantesimi, qualche magiamoneta, una bacchetta magica, il "caricatore di bacchette" (con cui è possibile produrre nuovi incantesimi), e i primi tre ingredienti per il primo incantesimo: rospificazione.

### Nuovo quartiere
Si aggiunge il nuovo quartiere di "Magic Town", dove è possibile esercitarsi e apprendere nuovi trucchi. Con questi si vincono le "magimonete", mediante le quali è possibile acquistare nuovi ingredienti magici per i propri incantesimi. In questo quartiere c'è la possibilità (solo per chi possiede la bacchetta magica) di frequentare duelli magici o esibirsi in spettacoli. Per questi ultimi occorre avere più punti logica possibili.

### Nuovi oggetti
Sono introdotti anche nuovi oggetti, come bacchette magiche, alberi che si muovono, quadri che parlano, il magico traveling salesman, armadio degli scheletri, omini da giardino, scale che scricchiolano, muri nuovi, piani, temi di tetti, cibi, appezzamenti per crescere e cogliere l'uva e le bacche, alveari, filatoi, forni, set di mobili mediterranei e numerosi abiti.